# 华东铁角蕨
华东铁角蕨（学名：Asplenium serratissimum），为铁角蕨科铁角蕨属下的一个植物种。